# 라이브 H
《라이브 H》(Live H)는 2010년 1월 2일부터 2010년 4월 24일까지 방영한 OBS경인TV의 텔레비전 음악 프로그램이다.

## 특징
- 서울특별시 마포구 서교동 홍익대학교 인근에 위치한 롤링홀과 상상마당 라이브 홀에서 제작하였다.
- MC 없이 출연자가 직접 공연을 진행하였으며, 방송 중간에 제작진과 출연자와의 인터뷰를 삽입하였다.
- 방청객 없이 비공개로 진행하였다.
- 방송 시간과 공연할 노래들을 출연자가 직접 정하였다.

## 방영 목록

### 2010년
| 회차 | 방송일   | 출연자                                                                                    | 출연자                                                                                  | 출연자                                                                                  | 공연장        |
| ---- | -------- | ----------------------------------------------------------------------------------------- | --------------------------------------------------------------------------------------- | --------------------------------------------------------------------------------------- | ------------- |
| 1회  | 1월 2일  | 노브레인                                                                                  | 이머징 루키                                                                             | 준잭                                                                                    | 롤링홀        |
| 2회  | 1월 9일  | 홍경민                                                                                    | 이머징 루키                                                                             | 준잭                                                                                    | 롤링홀        |
| 3회  | 1월 16일 | 슈퍼 키드, 안녕 바다                                                                      | 이머징 루키                                                                             | 준잭                                                                                    | 롤링홀        |
| 4회  | 1월 23일 | 부활                                                                                      | 부활                                                                                    | 부활                                                                                    | KT&G 상상마당 |
| 5회  | 1월 30일 | 1월의 히든 에이스 (드라이 플라워, 준잭, 하이 사이드, 고고 보이스) ■ 진행: 허첵(슈퍼 키드) | 특별 출연                                                                               | 노브레인, 뮤라클                                                                        | 롤링홀        |
| 6회  | 2월 6일  | 오리엔탱고, 써드코스트                                                                    | 히든 에이스                                                                             | 브리즈                                                                                  | KT&G 상상마당 |
| 7회  | 2월 13일 | 블랙홀                                                                                    | 히든 에이스                                                                             | 코인클래식                                                                              | 롤링홀        |
| 8회  | 2월 20일 | 세렝게티                                                                                  | 히든 에이스                                                                             | 메리 제인                                                                               | KT&G 상상마당 |
| 9회  | 2월 27일 | 2월의 히든 에이스 (브리즈, 코인클래식, 메리 제인, 뮤라클) ■ 진행: 정동하                  | 2월의 히든 에이스 (브리즈, 코인클래식, 메리 제인, 뮤라클) ■ 진행: 정동하                | 2월의 히든 에이스 (브리즈, 코인클래식, 메리 제인, 뮤라클) ■ 진행: 정동하                | 롤링홀        |
| 10회 | 3월 6일  | 봄여름가을겨울 언플러그드 1부                                                             | 히든 에이스                                                                             | 코스믹 플라바                                                                           | KT&G 상상마당 |
| 11회 | 3월 13일 | 봄여름가을겨울 언플러그드 2부 (빈지노, 디지, 신민철(티맥스), 전제덕 출연)                 | 히든 에이스                                                                             | 소울라이츠                                                                              | KT&G 상상마당 |
| 12회 | 3월 20일 | 카피머신, 오소영                                                                          | 히든 에이스                                                                             | 권순우 밴드, 데이브레이크                                                               | KT&G 상상마당 |
| 13회 | 3월 27일 | 3월의 히든 에이스 (코스믹 플라바, 소울라이츠, 권순우 밴드, 데이브레이크) ■ 진행: 정동하   | 3월의 히든 에이스 (코스믹 플라바, 소울라이츠, 권순우 밴드, 데이브레이크) ■ 진행: 정동하 | 3월의 히든 에이스 (코스믹 플라바, 소울라이츠, 권순우 밴드, 데이브레이크) ■ 진행: 정동하 | KT&G 상상마당 |
| 14회 | 4월 10일 | 홍경민(2회 재방송)                                                                        | 홍경민(2회 재방송)                                                                      | 홍경민(2회 재방송)                                                                      | 롤링홀        |
| 15회 | 4월 24일 | 노브레인(1회 재방송)                                                                      | 노브레인(1회 재방송)                                                                    | 노브레인(1회 재방송)                                                                    | 롤링홀        |

## 같이 보기
- 김정은의 초콜릿(SBS)
- 유희열의 스케치북(KBS 2TV)
- 음악 여행 라라라(MBC)
- EBS 스페이스 공감(EBS 1TV)